# Josep Guardiola
Josep „Pep” Guardiola Sala (Pronunție în catalană: ʑuˈzɛp ɡwəɾˈðjɔɫə; n. 18 ianuarie 1971, Santpedor⁠(d), Catalonia, Spania) este un antrenor de fotbal spaniol și fost jucător. În prezent antrenează clubul Manchester City. Guardiola a jucat ca mijlocaș defensiv și a petrecut majoritatea carierei la  FC Barcelona. A făcut parte din echipa de vis a lui Johan Cruyff care a adus prima Cupă a Campionilor Europeni la Barcelona. Guardiola a jucat de asemenea pentru Brescia Calcio, A.S. Roma, Al-Ahli și Dorados de Sinaloa. Ca internațional, a jucat pentru Spania și câteva meciuri amicale pentru Catalunia.
După retragerea sa ca jucător, Guardiola a devenit antrenorul lui FC Barcelona B. Pe 8 mai 2008, președintele Barcelonei Joan Laporta a anunțat că Guardiola îl va succeda pe Frank Rijkaard ca antrenor al primei echipe. A semnat contractul său pe 5 iunie 2008. În primul său sezon ca antrenor, Barcelona a câștigat tripla: La Liga, Copa del Rey și Liga Campionilor. Făcând asta, Guardiola a devenit cel mai tânăr antrenor care a câștigat Liga Campionilor UEFA. Următorul sezon, Guardiola și Barcelona au câștigat Supercopa de España împotriva Athletic Club Bilbao, Supercupa Europei împotriva lui Șahtior Donețk, și Campionatul Mondial al Cluburilor FIFA împotriva lui Estudiantes. În data de 27 aprilie 2012, într-o conferință de presă, și-a anunțat plecarea de la FC Barcelona.
Din decembrie 2012 Guardiola a anunțat venirea sa la Bayern München, unde contractul său începe în iulie 2013. Acest lucru a uimit multă lume, deoarece Guardiola a primit multe oferte de la AC Milan, Manchester City, Arsenal și Chelsea FC.
Ajuns la München, Guardiola a primit 15 milioane de euro pe an. Din anul 2016,Pep Guardiola este antrenorul echipei engleze Manchester City. 

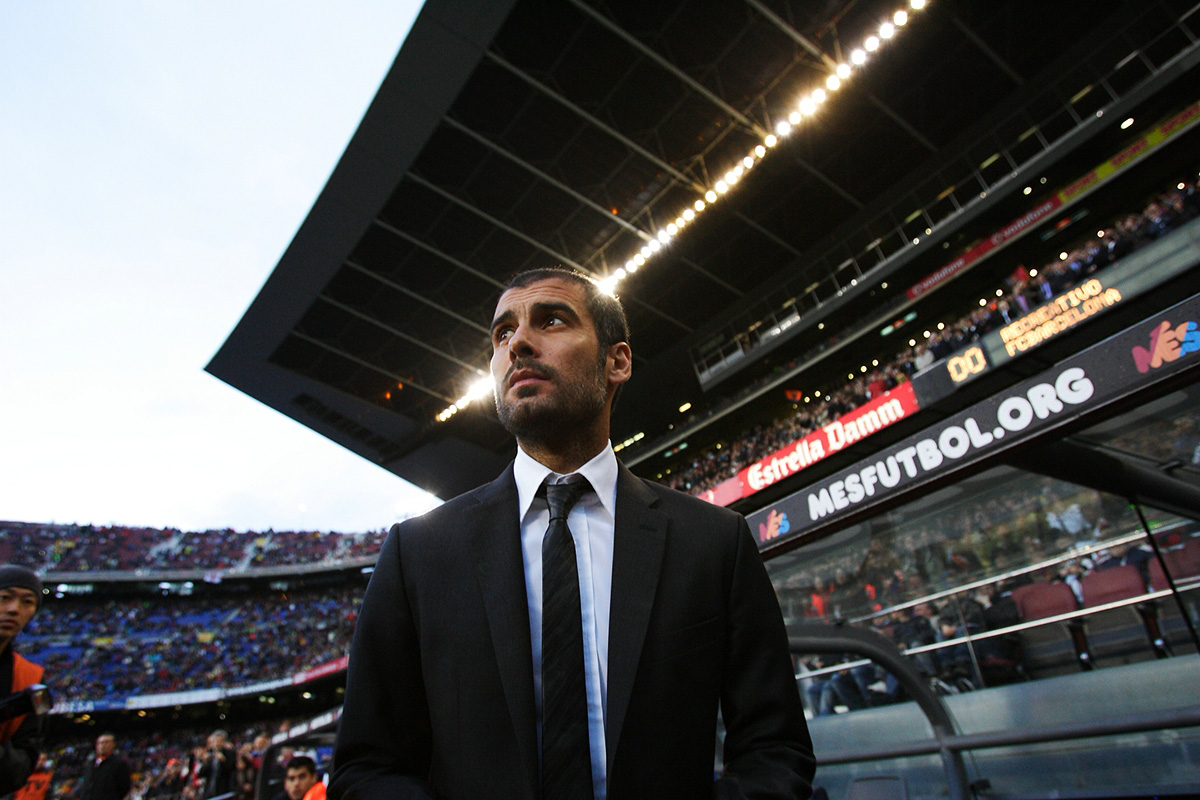
Guardiola pe Camp Nou

Pep Guardiola s-a născut în Santpedor, de către Dolors și Valentí. El are două surori mai mari, Francesca și Olga, și un frate mai mic, Pere.
Guardiola este căsătorit cu Cristina Serra, pe care a întâlnit-o într-un magazin de îmbrăcăminte. Cuplul are trei copii: Maria (n. 28 decembrie 2000), Màrius (n. 2003) și Valentina (n. 5 mai 2008).
Este un prieten apropiat al marelui jucător de polo pe apă Manuel Estiarte, cu care se cunoaște din 1992. Alți prieteni apropiați sunt Luís Figo, Luis Enrique, Tito Vilanova și Johan Cruyff.

## Statistici antrenorat
La 4 mai 2024.
| Echipa          | Început       | Sfârșit       | Rezultate | Rezultate | Rezultate | Rezultate | Rezultate | Rezultate | Rezultate | Rezultate | Ref.   |  |
| Echipa          | Început       | Sfârșit       | M         | V         | E         | Î         | GM        | GP        | Glv.      | Win %     | Ref.   |  |
| --------------- | ------------- | ------------- | --------- | --------- | --------- | --------- | --------- | --------- | --------- | --------- | ------ |  |
| Barcelona B     | 21 iunie 2007 | 30 iunie 2008 | 42        | 28        | 9         | 5         | 79        | 41        | +38       | 66,67     |        |  |
| Barcelona       | 1 iulie 2008  | 30 iunie 2012 | 247       | 179       | 47        | 21        | 638       | 176       | +462      | 72,47     |        |  |
| Bayern München  | 26 iunie 2013 | 30 iunie 2016 | 161       | 121       | 21        | 19        | 396       | 111       | +285      | 75,16     | [ 10 ] |  |
| Manchester City | 1 iulie 2016  | Prezent       | 468       | 340       | 66        | 62        | 1.154     | 387       | +767      | 72,65     |        |  |
| Total           | Total         | Total         | 918       | 668       | 143       | 107       | 2.267     | 715       | +1552     | 72,77     | —      |  |

## Palmares

### Jucător
Barcelona
- La Liga (6): 1990-91, 1991-92, 1992-93, 1993-94, 1997-98, 1998-99
- Copa del Rey (2): 1996–97, 1997–98
- Supercopa de España (4): 1991, 1992, 1994, 1996
- Liga Campionilor UEFA (1): 1991-92
- Cupa Cupelor UEFA (1): 1996-97
- Supercupa Europei (2): 1992, 1997

Spania
- Medalia de Aur Olimpică: 1992

### Antrenor
Barcelona B
- Tercera División (1) : 2007-08

FC Barcelona
- La Liga (3): 2008-09, 2009-10, 2010-11
- Copa del Rey (2): 2008-09, 2011-2012
- Supercopa de España (3): 2009, 2010, 2011
- Liga Campionilor (2): 2008-09, 2010-11
- Supercupa Europei (2): 2009, 2011
- Campionatul Mondial al Cluburilor FIFA (2): 2009, 2011

FC Bayern München
- Bundesliga (3): 2013-2014, 2014-2015, 2015-2016
- DFB-Pokal (2): 2013-2014, 2015-2016
- Supercupa Europei (1): 2013
- Campionatul Mondial al Cluburilor FIFA (1): 2013
- Manchester City
- Premier League (5): 2017-2018, 2018-2019, 2020-2021, 2021-2022, 2022-2023
- Liga Campionilor (1): 2022-23
- FA Cup (2): 2019, 2023
- League Cup (4): 2018, 2019, 2020, 2021
- FA Community Shield (2): 2018, 2019

### Individual

#### Jucător
- Premiul Bravo: 1992
- UEFA Euro echipa turneului: 1992, 2000